# Moussan
Moussan (okzitanisch Moçan) ist ein Ort und eine französische Gemeinde mit 2.079 Einwohnern (Stand 1. Januar 2022) im Département Aude in der Region Okzitanien.

## Lage
Der zur Gruppe der südfranzösischen Runddörfer (Circulades) zählende Ort Moussan liegt etwa einen Kilometer südlich des Flusses Aude und ca. neun Kilometer nordwestlich von Narbonne zu Füßen einer etwa 30 Metern hohen Anhöhe.

## Bevölkerungsentwicklung
| Jahr      | 1968 | 1975 | 1982 | 1990 | 1999 | 2007 | 2018 |
| Einwohner | 851  | 810  | 955  | 1102 | 1174 | 1642 | 1998 |

Im 19. Jahrhundert stieg die Zahl der Einwohner von etwa 600 auf über 1200 Personen an. Die Reblauskrise im Weinbau und die Mechanisierung der Landwirtschaft führten seitdem zu einem kontinuierlichen Bevölkerungsrückgang, der seinen Tiefpunkt in den 1970er Jahren erreichte. Die Nähe zur Großstadt Narbonne hat in den letzten Jahrzehnten wieder zu einem deutlichen Anstieg der Einwohnerzahlen geführt.

## Wirtschaft
Ein Großteil der landwirtschaftlichen Flächen ist seit Jahrhunderten dem Weinbau vorbehalten; produziert werden Weiß-, Rot- und Roséweine, die über die Appellationen Vin de Pays de l’Aude, Coteaux de Narbonne, Le Pays Cathare und Pays d’Oc vermarktet werden. Einige leerstehende Häuser sind zu Ferienwohnungen (gîtes) umgewandelt worden.

## Geschichte
Der Ort entstand im 9. oder 10. Jahrhundert auf einer leichten Anhöhe in der Umgebung einer Burg.

## Sehenswürdigkeiten
- Die Pfarrkirche stammt aus dem 18. und 19. Jahrhundert und ist der Himmelfahrt Mariens (Assomption de la Sainte Vierge) geweiht. Im Portalbogen finden sich noch Reste der in der Zeit der Französischen Revolution eingemeißelten Parole ‚Liberté, Égalité, Fraternité‘.
- Das Château de Védilhan ist ein in historisierenden Stilformen errichteter Bau des ausgehenden 19. Jahrhunderts und befindet sich in Privatbesitz.
- Etwa zwei Kilometer südwestlich gelegene Kapelle Saint-Laurent. Die Kapelle wurde im Jahr 1966 als Monument historique anerkannt.[1]